# 가는정 오는정 이민정
《가는정 오는정 이민정》은 한국방송공사의 예능 프로그램이다.

## 기획의도
시골 마을에 생필품을 가득 실은 이동식 편의점을 배달하고 하룻밤을 보내는 관찰 버라이어티

## 방송 시간
| 방송 채널 | 방송 기간                        | 방송 시간                           | 방송 시간 |
| --------- | -------------------------------- | ----------------------------------- | --------- |
| KBS 2TV   | 2025년 5월 16일                  | 매주 금요일 밤 9시 50분 ~ 11시 20분 |           |
| KBS 2TV   | 2025년 5월 23일 ~ 2025년 8월 8일 | 매주 금요일 밤 10시 ~ 11시 20분     |           |

## 출연자
- 이민정
- 붐
- 안재현
- 김정현
- 김재원

## 게스트
- 이준영 (3회 ~ 4회)
- 신동엽 (5회)
- 이찬원 (6회)
- 위하준 (7회 ~ 8회)
- 박규영 (7회 ~ 9회)
- 양동근 (7회 ~ 9회)
- 딘딘 (9회 ~ 10회)
- 영탁 (11회 ~ 12회)
- 여경래 (12회)

## 편성 변경
- 2025년 7월 18일 : 2025 청룡 시리즈 어워즈 편성으로 인해 방송일이 1주일 연기되었다.